# Tour della nazionale maschile di rugby a 15 delle Tonga 1983
Nel 1983 la nazionale tongana di rugby a 15 intraprese un tour in Nuova Zelanda.
Tale tour non prevedeva test match da parte neozelandese, anche se i tongani riconobbero la presenza internazionale ai propri giocatori in occasione dei due incontri con i New Zealand Māori; in ambito provinciale la squadra affrontò selezioni come Taranaki, South Canterbury, Horowhenua e altre; il risultato finale fu di 4 incontri vinti su 8, tutti contro formazioni provinciali.
I due incontri contro i NZ Māori furono altrettante sconfitte, rispettivamente 4-28 e 4-52.
Tutti i direttori di gara furono forniti dalle varie province neozelandesi in cui la selezione tongana si recò a giocare.

## Risultati
| Gisborne 20 luglio 1983 | Poverty Bay  | 9 – 11 referto | Tonga XV | Rugby Park\| Arbitro: \| Cliff Dainty \| |
| Arbitro:                | Cliff Dainty |                |          |                                          |

| New Plymouth 23 luglio 1983 | Taranaki      | 28 – 4 referto | Tonga XV | Yarrow Stadium\| Arbitro: \| Ian Blackmore \| |
| Arbitro:                    | Ian Blackmore |                |          |                                               |

| Oamaru 27 luglio 1983 | North Otago | 9 – 45 referto | Tonga XV | Centennial Park\| Arbitro: \| Tom Doocey \| |
| Arbitro:              | Tom Doocey  |                |          |                                             |

| Timaru 30 luglio 1983 | South Canterbury | 25 – 8 referto | Tonga XV | Fraser Park\| Arbitro: \| Lyall Daines \| |
| Arbitro:              | Lyall Daines     |                |          |                                           |

| Levin 2 agosto 1983 | Horowhenua       | 18 – 34 referto | Tonga XV | Levin Park Domain\| Arbitro: \| Warwick Bringans \| |
| Arbitro:            | Warwick Bringans |                 |          |                                                     |

| Arbitro: | Cliff Dainty |

|                                |      |           |
| Clamp Dunn Atkins Shelford (2) | mt   | Taufateau |
| Pokere                         | tr   |           |
| McCarthy (2)                   | c.p. |           |

| Taumarunui 9 agosto 1983 | King Country    | 6 – 16 referto | Tonga XV | Taumarunui Domain\| Arbitro: \| Graeme Harrison \| |
| Arbitro:                 | Graeme Harrison |                |          |                                                    |

| Arbitro: | Cliff Dainty |

|                                                      |      |           |
| Clamp (2) Woodman (2) Pokere Blake (2) Reid Shelford | mt   | T. Ma'afu |
| McCarthy Pokere (2) J. Love (2)                      | tr   |           |
| Pokere                                               | c.p. |           |
| Dunn                                                 | drop |           |